# Charles Savarin
Charles Angelo Savarin (2 de outubro de 1943) é um político dominiquense e foi Presidente da Dominica, de 2013 a 2023. Ele é membro do Partido Trabalhista da Dominica.
O Presidente é o chefe de estado da Dominica. É eleito pelo parlamento para um período de 5 anos. Ele indica como primeiro-ministro o líder do partido que tiver a maioria na assembleia nacional.

## Biografia
Savarin atuou como professor na Dominica Grammar School (1963-1970). E, também, foi um dos líderes mais influentes do movimento sindical da era moderna durante seu período como secretário-geral da Associação do Serviço Civil (1966-1983), por quase duas décadas, e quase sozinho organizou funcionários do serviço público no sindicato mais poderoso da Dominica.).
Charles Savarin nasceu na cidade de Portsmouth, é casado e tem cinco filhos. Ele é um católico devoto e frequentou a St. John's Primary School, a Dominica Grammar School e o Ruskin College, Oxford, Inglaterra.